# Eyes Without a Face
Az Eyes Without A Face a brit rockénekes, Billy Idol második kislemeze a Rebel Yell című nagylemezéről. Szerzőtársával, Steve Stevensszel ezúttal a korábbi daloktól eltérő módon egy ballada-szerű dalt írt és adott ki. Az Expanded Edition címen megjelent bővített nagylemez bookletjében úgy ír a számról, mint amelyik az elsők között készült el az új lemezhez. Az ütemeket egy Linn LM-1-es dobgéppel rögzítették,  basszusgitáron pedig Steve Webster játszott. Háttérvokálként Idol barátnője, Perri Lister énekelte a "Les yeux sans visage" sort, amely a dal címének francia fordítása, és egy 1960-as francia filmre utal. A szám középrésze erősebb, ezt Stevens gitárjátéka uralja, valamint Idol rapbetétre emlékeztető szövege.

## Változatok
- Brit 7" kislemez

1. "Eyes Without a Face"
2. "The Dead Next Door"

- Brit 12" kislemez

1. "Eyes Without a Face"
2. "The Dead Next Door"
3. "Dancing With Myself"
4. "Rebel Yell"

## Videóklip
A klip teljes sötétséggel indul, csak Idol feje látható rajta megvilágítva, valamint időnként három női vokalista. A középrészben Steve Stevens is megjelenik gitáron, majd Idol egy lángoló hexagon közepében áll, amit csuklyás alakok vesznek körbe. A videót két kategóriában is jelölték az 1984-es MTV Video Music Awards-on. A "Dancing With Myself" című önéletrajzi könyvében Idol leírja, hogy a klipet egy fárasztó, háromnapos megállás nélküli etapban rögzítették, pihenés nélkül. Rögtön a forgatás után Arizonában kellett volna fellépnie, azonban a kialvatlanság és a száraz levegő miatt a kemény kontaktlencséi rátapadtak a szemére, és makacs szemgyulladást okoztak. Kórházba kellett vinni, ahol eltávolították a kontaktlencséket, de mivel a szemét három napra be kellett kötözni, a koncert elmaradt.

## Helyezések
| Lista                            | Legjobb helyezés |
| -------------------------------- | ---------------- |
| Németország                      | 10               |
| Olaszország                      | 14               |
| Svájc                            | 21               |
| Egyesült Királyság               | 18               |
| Billboard Hot 100                | 4                |
| Billboard Mainstream Rock Tracks | 5                |

## Feldolgozások
- Trent Reznor és a The Urge elkészítették a saját változatukat a dalból.
- Paul Anka a 2005-ös Rock Swings című lemezére is felénekelte.
- A Scooter is feldolgozta 1998-as No Time To Chill című albumukon.